# Il reato di Paperino
Il reato di Paperino (Donald's Crime) è un film del 1945 diretto da Jack King. È un cortometraggio animato della serie Donald Duck, prodotto dalla Walt Disney Productions e uscito negli Stati Uniti il 29 giugno 1945, distribuito dalla RKO Radio Pictures. Il cartone animato parodia i film noir, all'epoca popolari. Nel novembre 1997 fu inserito nel film di montaggio direct-to-video I capolavori di Qui Quo Qua. 
Il reato di Paperino fu candidato per un Oscar al miglior cortometraggio d'animazione ai Premi Oscar 1946, ma perse a favore di Silenzio, prego!, un film della serie Tom & Jerry.

## Trama
Una sera, mentre attende con impazienza un appuntamento con Paperina, Paperino si rende conto di non avere soldi. Vedendo il salvadanaio di Qui, Quo e Qua lo prende e, dopo aver mandato i tre a dormire, lo rompe. Con i soldi presi dal salvadanaio va all'appuntamento con Paperina.
Mentre torna a casa, però, la sua coscienza inizia a fargli capire che ha commesso un reato. Paperino comincia a sentirsi in colpa per aver rubato i soldi e si mette a correre, immaginando che la polizia lo stia inseguendo. Col tempo le sue visioni diventano sempre più disturbate e da incubo, fino a fargli credere di essere in carcere. Paperino si imbatte però in un cartello fuori da un bar, che dice che cercano un lavapiatti; il papero decide di lavorare tutta la notte per ripagare i nipoti, mettendo per sbaglio nel loro salvadanaio ricostruito una moneta in più. Mentre Paperino cerca di riprendersi la moneta extra, Qui, Quo e Qua si svegliano e, vedendo ciò che sta facendo lo zio, cominciano a piangere. La coscienza di Paperino gli dice che il crimine non paga mai.

## Distribuzione

### Edizioni home video

#### VHS
- Cartoon Classics – Paperino 60 anni in allegria (settembre 1994)
- Paperino campione di allegria (ottobre 2001)

#### DVD
Il cortometraggio è incluso, come contenuto speciale, nel DVD del 2003 di Basil l'investigatopo.